# Pers Hans Olsson och Björn Ståbi (musikalbum)
Pers Hans Olsson och Björn Ståbi är ett musikalbum av Pers Hans Olsson och Björn Ståbi, utgivet 1995 av Giga Folkmusik. Olsson och Ståbi var spelkompisar under lång tid och de träffades för första gången strax innan utgivningen av deras skivsuccé Bockfot!!!.
På albumet spelar de traditionella låtar från Dalarna men även många egenkomponerade låtar av Pers Hans Olsson. De spelar även "Låt till far", en marsch skriven av Pers Hans Olssons pappa Pers Erik. Låten skrev Pers Erik samma dag då hans pappa, Pers Olle, skulle ha fyllt 100 år och den har blivit en av de mest arrangerade melodierna i Sverige över huvud taget. 1972 spelade Olsson och Ståbi in låten tillsammans med Merit Hemmingson på skivan Trollskog.

## Låtlista
Alla låtar är traditionella om inget annat anges.
1. "Vikarängslåten" (Björk Erik Andersson) – 2:07
2. "Friskt vatten" (Pers Hans Olsson) – 2:31
3. "Frisells storpolska, efter Anders Frisell" – 2:34
4. "Vals från Enviken, efter Vilhelm Hedlund" – 2:55
5. "Själens polska" (Pers Hans Olsson) – 3:03
6. "Päkkos Gustafs 70-årspolska" (Pers Hans Olsson) – 3:06
7. "Höök Olles storpolska" – 2:50
8. "Sarkofagmarschen, efter Blank Kalle" – 2:47
9. "Lurendrejerivalsen" (Pers Hans Olsson) – 3:15
10. "Säbb Johns storpolska" – 1:55
11. "Lorikspolskan" – 1:48
12. "Orsapolska, efter Pellar Mor" – 1:55
13. "Måndagslåten, efter Karns Hans" – 1:15
14. "Maklins brudmarsch" – 2:13
15. "Orsa tacklåt, efter Erik Bäckman" – 2:30
16. "Funk faras polska, efter Funk Olle d.ä." – 2:16
17. "Östbjörkavisan, efter Pers Erik" – 2:16
18. "Polska efter Blank Kalle" – 2:17
19. "Östbjörka brudlåt" (Pers Hans Olsson) – 3:08
20. "Sparf faras bröllopspolska, efter Pers Olle och Pers Erik" – 1:49
21. "Polska efter Pers Olle" – 2:49
22. "Kerstis polska" (Pers Hans Olsson) – 3:29
23. "Ellinors polska" (Pers Hans Olsson) – 2:05
24. "Låt till Far" (Pers Erik) – 2:55

## Medverkande
- Pers Hans Olsson – fiol
- Björn Ståbi – fiol